# NGC 3788
NGC 3788 ist eine Balken-Spiralgalaxie vom Hubble-Typ SBab/P im Sternbild Großer Bär am Nordsternhimmel. Sie ist schätzungsweise 120 Millionen Lichtjahre von der Milchstraße entfernt und hat einen Durchmesser von etwa 75.000 Lichtjahren. Gemeinsam mit NGC 3786 bildet sie das interagierende Galaxienpaar Arp 294, KPG 295 oder Holm 272. Gemeinsam mit drei weiteren Galaxien bildet sie die NGC 3788-Gruppe oder LGG 243.
Halton Arp gliederte seinen Katalog ungewöhnlicher Galaxien nach rein morphologischen Kriterien in Gruppen. Dieses Galaxienpaar gehört zu der Klasse Galaxien mit langen Filamenten.
Im selben Himmelsareal befinden sich u. a. die Galaxien IC 2946 und IC 2947.
Das Objekt wurde am 29. April 1827 von dem britischen Astronomen John Herschel entdeckt.

## NGC 3788-Gruppe (LGG 243)
| Galaxie   | Alternativname | Entfernung/Mio. Lj |
| --------- | -------------- | ------------------ |
| NGC 3788  | PGC 36160      | 120                |
| NGC 3786  | PGC 36158      | 119                |
| PGC 35783 |                | 120                |
| PGC 35707 | UGC 6545       | 117                |